# Reducent

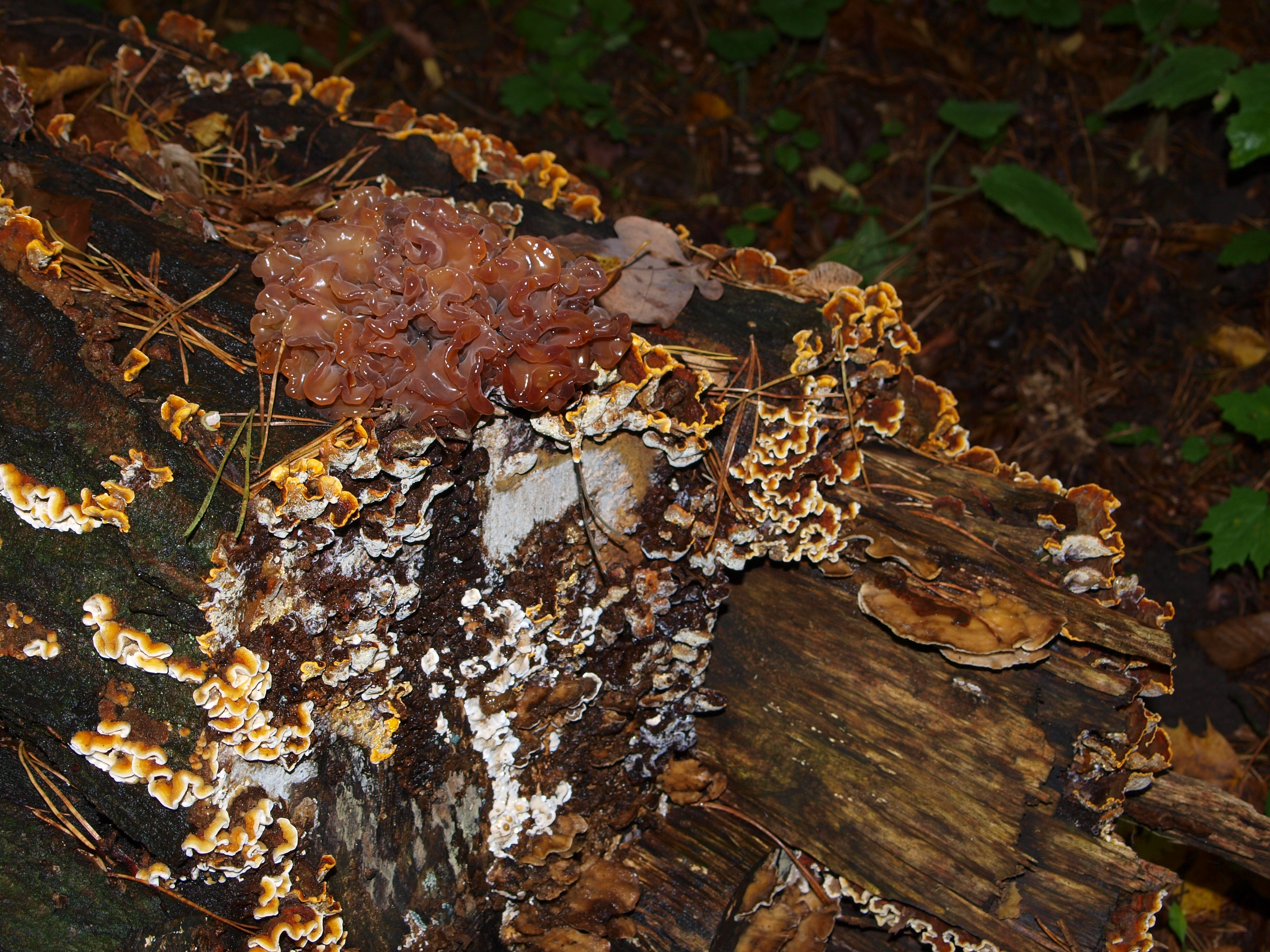
Grzyby na martwym drzewie

Reducenci (łac. redūcō – zmniejszam, niszczę), destruenci (łac. dēstruō – burzę) – organizmy stanowiące końcowy etap łańcucha pokarmowego. Odżywiają się szczątkami innych organizmów i rozkładają złożone związki organiczne na prostsze związki, także nieorganiczne. Do destruentów zalicza się: saprofity, detrytusofagi (detrytusożercy), saprobionty, saproby, nekrofagi.
Są to organizmy cudzożywne, które zwiększają ilość materii nieorganicznej w środowisku poprzez rozkład martwej materii organicznej. Reducenci to przede wszystkim bakterie i grzyby, zwykle żyjące na odchodach lub martwej ściółce, na martwych roślinach i zwierzętach, a także w układzie trawiennym zwierząt (jako symbionty). Dzięki działalności destruentów energia zawarta w związkach organicznych zostaje wykorzystana, bowiem związki te zostają rozłożone na związki nieorganiczne.
Uwolnione związki nieorganiczne wracają do środowiska i mogą być ponownie wykorzystane. Reducenci są ważnym ogniwem obiegu materii w przyrodzie, ponieważ pobierając z martwej materii organicznej składniki organiczne dla nich potrzebne, przyczyniają się do zwrotu substancji mineralnych do podłoża, te zaś służą następnie producentom (organizmom samożywnym) do wytwarzania substancji organicznych. Do prostych związków mineralnych uwalnianych w wyniku działania reducentów należą między innymi: CO2, H2O i tlenki azotu.